# Hold On, I'm Comin'
Singles de Sam and Dave
You Don't Know Like I Know
(1965) Said I Wasn't Gonna Tell Nobody
(1966)
Hold On, I'm Comin' est une chanson de soul écrite et composée par Isaac Hayes et David Porter et interprétée par le duo de chanteurs américains Sam and Dave.
Sortie en single en mars 1966, il s'agit du premier extrait de l'album Hold On, I'm Comin' (en) publié en avril 1966.
C'est le premier gros succès du duo. La chanson est certifiée disque d'or aux États-Unis où elle atteint la 21e place du Billboard Hot 100 et la première du classement Hot R&B/Hip-Hop Songs (alors dénommé Hot Black Singles).
Sam and Dave sont accompagnés par les musiciens de Booker T. and the M.G.'s et de The Mar-Keys.
Sur les premiers pressages du 45 tours, la chanson est titrée Hold On! I'm a Coming car le titre d'origine était jugé trop suggestif par les radios américaines,,

## Reprises
La chanson a été reprise par de nombreux artistes, parmi lesquels Tom Jones, George Benson, Bryan Ferry, Boney M, Precious Wilson (dont la version se classe 45e aux Pays-Bas en 1979), Aretha Franklin (qui obtient le Grammy Award de la meilleure prestation vocale R&B féminine en 1982 avec son interprétation), Eddy Mitchell qui l'a adaptée et chantée en français sous le titre Ordonne mais pardonne, Adriano Celentano qui l'a interprétée en italien en 1984 sous le titre Il contadino.

## Utilisation dans les médias
Hold On, I'm Comin' dans sa version originale est utilisée dans les films Les Blues Brothers de John Landis et American Gangster de Ridley Scott.

## Classements hebdomadaires et certifications
| Classement (1966)              | Meilleure place |
| ------------------------------ | --------------- |
| Canada (100 Singles)           | 54              |
| États-Unis (Billboard Hot 100) | 21              |
| États-Unis (Hot Black Singles) | 1               |

| Pays              | Certification | Unités certifiées |
| ----------------- | ------------- | ----------------- |
| États-Unis (RIAA) | Or            | 1 000 000         |
| Royaume-Uni (BPI) | Argent        | 200 000           |